# Ve y dilo en la montaña
Ve y dilo en la montaña (título en inglés: Go Tell It on the Mountain) es una novela semiautobiográfica del estadounidense James Baldwin, publicada en 1953. La novela examina el papel de la iglesia pentecostal en las vidas de los afroamericanos, tanto como fuente de represión e hipocresía moral y como una fuerza de inspiración y comunidad. También, más sutilmente, examina el racismo en los Estados Unidos.
En 1998, la Modern Library clasificó Ve y dilo en la montaña 39.ª en su lista de las 100 mejores novelas en inglés del siglo XX. La revista "Time" incluyó la novela en su lista de cien mejores novelas publicadas en inglés entre 1923 y 2005.

## Resumen de la trama
El primer capítulo cuenta la historia de John, un chico joven afroamericano en Harlem en los años treinta. John ha sido criado por su madre Elizabeth y su marido predicador Gabriel, quien es el padre legal de John y es estricto y ofensivo para sus dos hijos y su esposa. La filosofía religiosa de Gabriel es dura y una de salvación a través de la fe en Jesús, sin la cual uno se ve condenado al infierno. John odia a su padre y sueña con herirlo o matarlo y escapar corriendo. Los personajes son miembros de la Iglesia del Templo del Fuego Bautizado en Harlem, una denominación protestante pentecostal.
La oración de Florence narra la historia de su vida. Nació de un esclavo liberto que eligió seguir trabajando en el Sur para una familia blanca. Su madre siempre favoreció a Gabriel, el hermano menor de Florence, lo que hizo que Florence sintiera un deseo de escapar de su vida. Disgustada por el acoso sexual de su jefe, Florence compra un billete de ida a Nueva York y deja a su madre en su lecho de muerte con Gabriel. En Nueva York, Florence se casa con un hombre disoluto llamado Frank, lo que dio como resultado una lucha de poder dentro de su matrimonio que acaba después de diez años cuando Frank se marcha una noche y nunca regresa. Más tarde muere en Francia durante la Primera Guerra Mundial, pero Florence sólo descubre esto gracias a la novia de Frank.
La oración de Gabriel comienza con una descripción de su estilo borracho y ligón de adolescente, antes de su renacimiento en Cristo y el comienzo de su carrera como predicador. Después de su conversión forma una relación  con una amiga de la infancia de Florence, una mujer ligeramente mayor de su ciudad llamada Deborah que sufrió una violación en grupo de adolescente, por un grupo de hombres blancos. Deborah es devota en su fe, y Gabriel usa su fuerza para convertirse en un reverendo famoso él mismo. Sin embargo, a pesar de sus convicciones religiosas, Gabriel es incapaz de resistir su atracción física por una mujer llamada Esther. Esther y Gabriel trabajan para la misma familia blanca. Gabriel tiene un breve romance con ella pero luego le pone fin por su sentimiento de culpa. Cuando Esther descubre que está embarazada, Gabriel roba los ahorros de su esposa y se los da a Esther para acallar el asunto y permitir que Esther se vaya para tener a su hijo; se marcha a Chicago pero muere dando a luz a su hijo, Royal. Royal conoce a su padre pero no sabe nada sobre su relación, y con el tiempo muere en una lucha de bar en Chicago. Gabriel es incapaz de detener la muerte de su hijo. Deborah, que sabía o sospechaba que Royal era el hijo de su esposo desde el principio, advierte a Gabriel antes de su muerte por abandonar a Esther y su hijo.
La oración de Elizabeth, la más corta de las tres, cuenta su historia. De jovencita, estaba muy próxima a su padre, pero al morir su padre, se ve obligada, por una orden del tribuna,  a vivir con una tía fría y dominante, y luego se va a vivir en Nueva York con un amigo de su tía que es un médium espiritualista. Se revela que Gabriel no es el padre biológico de John, pues Elizabeth había ido a Nueva York con su novio, Richard, un "pecador" autodidacta que no creía en la iglesia y que nunca cumplió su promesa de casarse con Elizabeth. Arrestan a Richard por un robo que él no ha cometido, y aunque lo absuelven en el juicio, la experiencia – incluyendo el abuso que sufre a manos de los oficiales de policía blancos – lo lleva a suicidarse en su primera noche en casa. Elizabeth, entonces embarazada de pocos meses con John, se pone a trabajar, y allí conoce a Florence. Florence la presenta a Gabriel, con la que se casa.
El capítulo final vuelve a la iglesia, donde John ve a su amigo Elisha caer al suelo en un éxtasis religioso y él mismo luego se ve atrapado en una experiencia espiritual pentecostal y cae al suelo. Tiene una serie de visiones oníricas en las que ve el infierno y el cielo, la vida y la muerte, y también a Gabriel alzándose sobre él. Cuando recupera sus sentidos, dice que él ha sido salvado y que ha aceptado a Jesús como su salvador.
Cuando el grupo se está marchando de la iglesia, los viejos pecados son recordados mientras Florence amenaza con hablar a Elizabeth del sórdido pasado de Gabriel. Aunque ella no se lo dice a Elizabeth, confía en que al final, con el tiempo, ella lo descubra.

## Personajes
- John, el protagonista. Tiene catorce años al principio de la novela; se le describe como raro y frágil.
- Roy, medio hermano menor de John, quien es agredido por blancos en la primera sección de la novela. Se le describe como bullicioso.
- Ruth, hija, bebé, de Gabriel y Elizabeth.
- Sarah, hija de Gabriel y Elizabeth.
- Elizabeth, segunda esposa de Gabriel. De niña va a vivir con su tía en Maryland después de la muerte de su madre. Elizabeth habla con cariño de su amante padre. Elizabeth es la madre de cuatro personajes del libro: John (con Richard) y Roy, Ruth, y Sarah (con Gabriel).
- Gabriel, el padre. Es un diácono, y tiene prejuicios contra los blancos. Muestra gran antipatía, incluso odio, hacia John.
- La tía Florence, hermana mayor de Gabriel y por lo tanto tía de John. Intercede con su hermano sobre los castigos que inflige.
- Elisha, el sobrino del pastor. Intenta convencer a John de que sea un joven bueno, temeroso del señor.
- Hermana Price
- Hermana McCandless
- Deborah, primera esposa de Gabriel. De jovencita, la violó un grupo de blancos.
- Madre Washington, una parroquiana.
- Ella Mae, nieta de Madre Washington.
- Frank, esposo de Florence, que murió en la Primera Guerra Mundial en Francia. Bebía, era un disoluto, y no ahorraba nada de dinero.
- Elder Peters, un anciano de la iglesia.
- Esther. Bebe whisky y dice quye no tiene tiempo para rezar. Gabriel, sintiendo una pasión que no sintió por su primera esposa, tiene relaciones sexuales con ella y acaba la relación nueve días después.
- Royal, hijo ilegítimo de Gabriel y Esther. Cuando llega la noticia de la muerte de Royal, Deborah correctamente asume que Gabriel es el padre de Royal.
- Hermana McDonald, madre de Esther y por lo tanto abuela materna de Royal.
- Madre de Elizabeth, que muere cuando Elizabeth es todavía una niña; descrita como de piel clara.
- Padre de Elizabeth, llevaría a Elizabeth al circo cuando era niña.
- Tía de Elizabeth, que vive en Maryland.
- Richard, novio de Elizabeth que la lleva a la ciudad de Nueva York; autodidacta, a veces amargo, es el padre biológico de John y el verdadero amor de la vida de Elizabeth, el único personaje en el libro que ambiciona cambiar el sistema en el que viven los personajes.
- Madame Williams, espiritualista, amiga de la tía de Elizabeth, con la que se queda en la ciudad.